# Taraxacum ulophyllum
Taraxacum ulophyllum — вид квіткових рослин родини айстрових (Asteraceae).

## Поширення
Ендемічна флора Ісландії.